# Gmina Svalöv
Gmina Svalöv (szw. Svalövs kommun) – gmina w Szwecji, w regionie Skania, z siedzibą w Svalöv.
Gminę zamieszkuje 12 973 osób, z czego 48,95% to kobiety (6350) i 51,05% to mężczyźni (6623). W gminie zameldowanych jest 686 cudzoziemców. Na każdy kilometr kwadratowy przypada 33,17 mieszkańca. Pod względem wielkości gmina zajmuje 206. miejsce.